# پیوستوماتیت وجتانس
پیوستوماتیت وژتانس ( به انگلیسی: Pyostomatitis vegetans)نوعی استوماتیت التهابی است و اغلب مرتبط با بیماری التهابی روده، یعنی کولیت اولسراتیو و بیماری کرون دیده می‌شود. این بیماری برخلاف معمول، ممکن است یکی از ویژگی‌های گرانولوماتوز دهانی-صورتی باشد.